# کد آبی (مجموعه تلویزیونی)
کد آبی (انگلیسی: Code Blue) یک درام تلویزیونی ژاپنی درام تلویزیونی ژاپنی است که توسط فوجی تلویژن فصل ۱ در سال ۲۰۰۸ پخش شد و فصل ۲ در سال ۲۰۱۰ اجرا شد.